# Joan Josep Petit Fraile
Joan Josep Petit Fraile (Catalunya, 1915 - Barcelona, 3 de maig de 1983) fou un jugador de tennis de taula català, considerat un dels pioners d'aquest esport a Catalunya.
Competí amb el Tívoli PPC, guanyà els dos primers Campionats de Catalunya individuals després del parèntesi de la Guerra Civil (1941, 1942), un de dobles (1943), fent parella amb Jaume Capdevila, i dos títols per equips (1942, 1943). A nivell estatal, es proclamà campió d'Espanya en dobles (1946) i per equips (1943). Després de la seva retirada esportiva, fou seleccionador del combinat espanyol entre 1966 i 1967.